# Ровелло-Порро
Ровелло-Порро (итал. Rovello Porro) — коммуна в Италии, располагается в регионе Ломбардия, подчиняется административному центру Комо.
Население составляет 5797 человек (на 2004 г.), плотность населения составляет 950,34 чел./км². Занимает площадь 5,8 км². Почтовый индекс — 22070. Телефонный код — 02.
Покровителями коммуны почитаются Пресвятая Богородица и святые апостолы Пётр и Павел, празднование 29 июня.